# Manuel Maria Carneiro da Cunha
Manuel Maria Carneiro da Cunha (? — ?) foi um político brasileiro.
Foi presidente da província da Paraíba, de 14 de abril a 12 de junho de 1835 e de 1 de fevereiro a 18 de abril de 1836.